# Dơi quả lưỡi dài
Dơi quả lưỡi dài  (danh pháp khoa học: Eonycteris spelaea) là một loài động vật có vú trong họ Dơi quạ, bộ Dơi. Loài này được Dobson mô tả năm 1871.